# Тур Швейцарии 1978
42-й выпуск Тура Швейцарии — шоссейной многодневной велогонки по дорогам Швейцарии. Гонка проводилась с 14 по 23 июня 1978 года. Победу одержал бельгийский велогонщик Пауль Велленс.

## Маршрут
Гонка состояла из пролога и 11 этапов общей протяженностью 1562,5 километра. Пролог, а также этапы 4 и 11 были проведены в формате индивидуальной раздельной гонки.
| Этап | Дата | Маршрут | type | Длина (км) | Победитель | Лидер генеральной классификации |
| ---- | ---- | ------- | ---- | ---------- | ---------- | ------------------------------- |

## Итоговое положение
| \| Генеральная классификация \| Генеральная классификация \| Генеральная классификация \| Генеральная классификация \| Генеральная классификация \| \| Гонщик \| Гонщик \| Команда \| Время \| \| \| ------------------------- \| ------------------------- \| -------------------------- \| ------------------------- \| ------------------------- \| \| 1-й \| Пауль Велленс \| TI-Raleigh-McGregor \| 39ч 44' 47 \| \| \| 2-й \| Ули Саттер \| Zonca-Santini \| + 18 \| \| \| 3-й \| Йосеф Фукс \| Fiorella-Mocassini-Citroën \| + 1' 19 \| \| \| 4-й \| Хенни Кёйпер \| TI-Raleigh-McGregor \| + 1' 48 \| \| \| 5-й \| Готтфрид Шмуц \| Willora-Piz Buin \| + 3' 31 \| \| \| 6-й \| Мариано Мартинес \| Jobo-Spidel \| + 4' 00 \| \| \| 7-й \| Франсиско Гальдос \| Kas-Campagnolo \| + 4' 15 \| \| \| 8-й \| Мишель Поллентье \| Flandria-Velda-Lano \| + 4' 34 \| \| \| 9-й \| Эрвин Линхард \| Willora-Piz Buin \| + 4' 38 \| \| \| 10-й \| Альберт Цвайфель \| \| + 7' 02 \| \| |                   |                            |            |
| |                   |                            |            |
| |                   |                            |            |
| Генеральная классификация |                   |                            |            |
| Гонщик | Гонщик            | Команда                    | Время      |
| 1-й | Пауль Велленс     | TI-Raleigh-McGregor        | 39ч 44' 47 |
| 2-й | Ули Саттер        | Zonca-Santini              | + 18       |
| 3-й | Йосеф Фукс        | Fiorella-Mocassini-Citroën | + 1' 19    |
| 4-й | Хенни Кёйпер      | TI-Raleigh-McGregor        | + 1' 48    |
| 5-й | Готтфрид Шмуц     | Willora-Piz Buin           | + 3' 31    |
| 6-й | Мариано Мартинес  | Jobo-Spidel                | + 4' 00    |
| 7-й | Франсиско Гальдос | Kas-Campagnolo             | + 4' 15    |
| 8-й | Мишель Поллентье  | Flandria-Velda-Lano        | + 4' 34    |
| 9-й | Эрвин Линхард     | Willora-Piz Buin           | + 4' 38    |
| 10-й | Альберт Цвайфель  |                            | + 7' 02    |

| Очковая классификация | Очковая классификация | Очковая классификация      | Очковая классификация | Очковая классификация |
| Гонщик                | Гонщик                | Команда                    | Очки                  |                       |
| --------------------- | --------------------- | -------------------------- | --------------------- | --------------------- |
| 1-й                   | Мариано Мартинес      | Jobo-Spidel                | 150 очков             |                       |
| 2-й                   | Йосеф Фукс            | Fiorella-Mocassini-Citroën | 134 очков             |                       |
| 3-й                   | Готтфрид Шмуц         | Willora-Piz Buin           | 131 очков             |                       |

| Очковая классификация | Очковая классификация | Очковая классификация      | Очковая классификация | Очковая классификация |
| Гонщик                | Гонщик                | Команда                    | Очки                  |                       |
| --------------------- | --------------------- | -------------------------- | --------------------- | --------------------- |
| 1-й                   | Мариано Мартинес      | Jobo-Spidel                | 150 очков             |                       |
| 2-й                   | Йосеф Фукс            | Fiorella-Mocassini-Citroën | 134 очков             |                       |
| 3-й                   | Готтфрид Шмуц         | Willora-Piz Buin           | 131 очков             |                       |

| Горная классификация | Горная классификация | Горная классификация       | Горная классификация | Горная классификация |
| Гонщик               | Гонщик               | Команда                    | Очки                 |                      |
| -------------------- | -------------------- | -------------------------- | -------------------- | -------------------- |
| 1-й                  | Мариано Мартинес     | Jobo-Spidel                | 33 очков             |                      |
| 2-й                  | Джованни Баттальин   | Fiorella-Mocassini-Citroën | 33 очков             |                      |
| 3-й                  | Джанкарло Беллини    | Zonca-Santini              | 31 очков             |                      |

| Горная классификация | Горная классификация | Горная классификация       | Горная классификация | Горная классификация |
| Гонщик               | Гонщик               | Команда                    | Очки                 |                      |
| -------------------- | -------------------- | -------------------------- | -------------------- | -------------------- |
| 1-й                  | Мариано Мартинес     | Jobo-Spidel                | 33 очков             |                      |
| 2-й                  | Джованни Баттальин   | Fiorella-Mocassini-Citroën | 33 очков             |                      |
| 3-й                  | Джанкарло Беллини    | Zonca-Santini              | 31 очков             |                      |

| Командная классификация по времени | Командная классификация по времени | Командная классификация по времени | Командная классификация по времени |
| Команда                            | Команда                            | Время                              |                                    |
| ---------------------------------- | ---------------------------------- | ---------------------------------- | ---------------------------------- |
| 1-й                                | TI-Raleigh-McGregor                | 119ч 05' 12                        |                                    |
| 2-й                                | Zonca-Santini                      | + 16' 55                           |                                    |